# The Greaser

The Greaser est un film américain muet réalisé par Raoul Walsh et sorti en 1915.

## Fiche technique
- Titre original : The Greaser
- Réalisation : Raoul Walsh
- Société de production : Majestic Motion Picture Company
- Société de distribution : Mutual Film
- Pays d’origine :  États-Unis
- Langue originale : anglais
- Format : noir et blanc — 35 mm — 1,37:1 — film muet
- Genre : Western
- Durée : 2 bobines - 600 m
- Date de sortie :
  - États-Unis : 23 mars 1915
- Licence : Domaine public

## Distribution
- Fred Church
- Elmer Clifton
- Miriam Cooper : la fille du propriétaire du ranch
- Vester Pegg
- Raoul Walsh : Miguel